# Тиврів
Тиврів — селище в Україні, Вінницького району, Вінницької області. Колишній районний центр Тиврівського району. Розташоване на березі Південного Бугу. З обласним центром сполучене автошляхом Т 0212. Адміністративний центр Тиврівської селищної громади.

## Географія
Селищем протікає річка Черемошна, яка впадає у Південний Буг.

## Історія

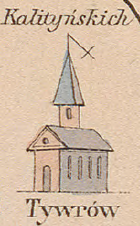
Тиврів на мапі Зигмунда Герстмана

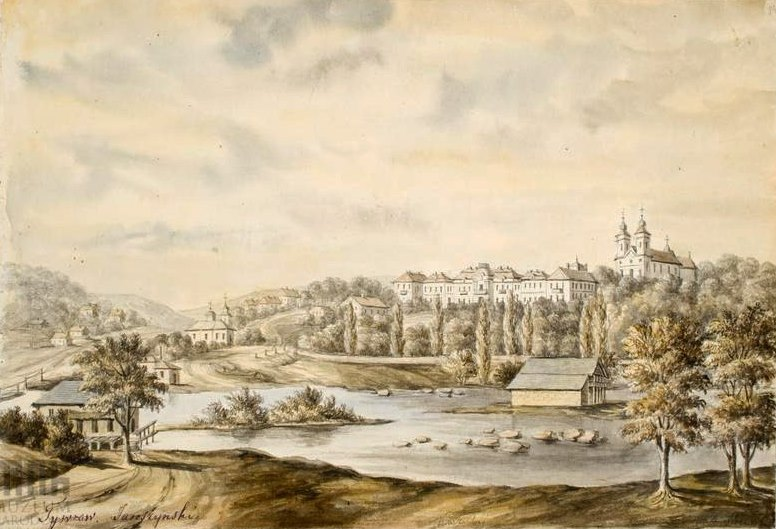
Наполеон Орда. Палац Захарії Ярошинського

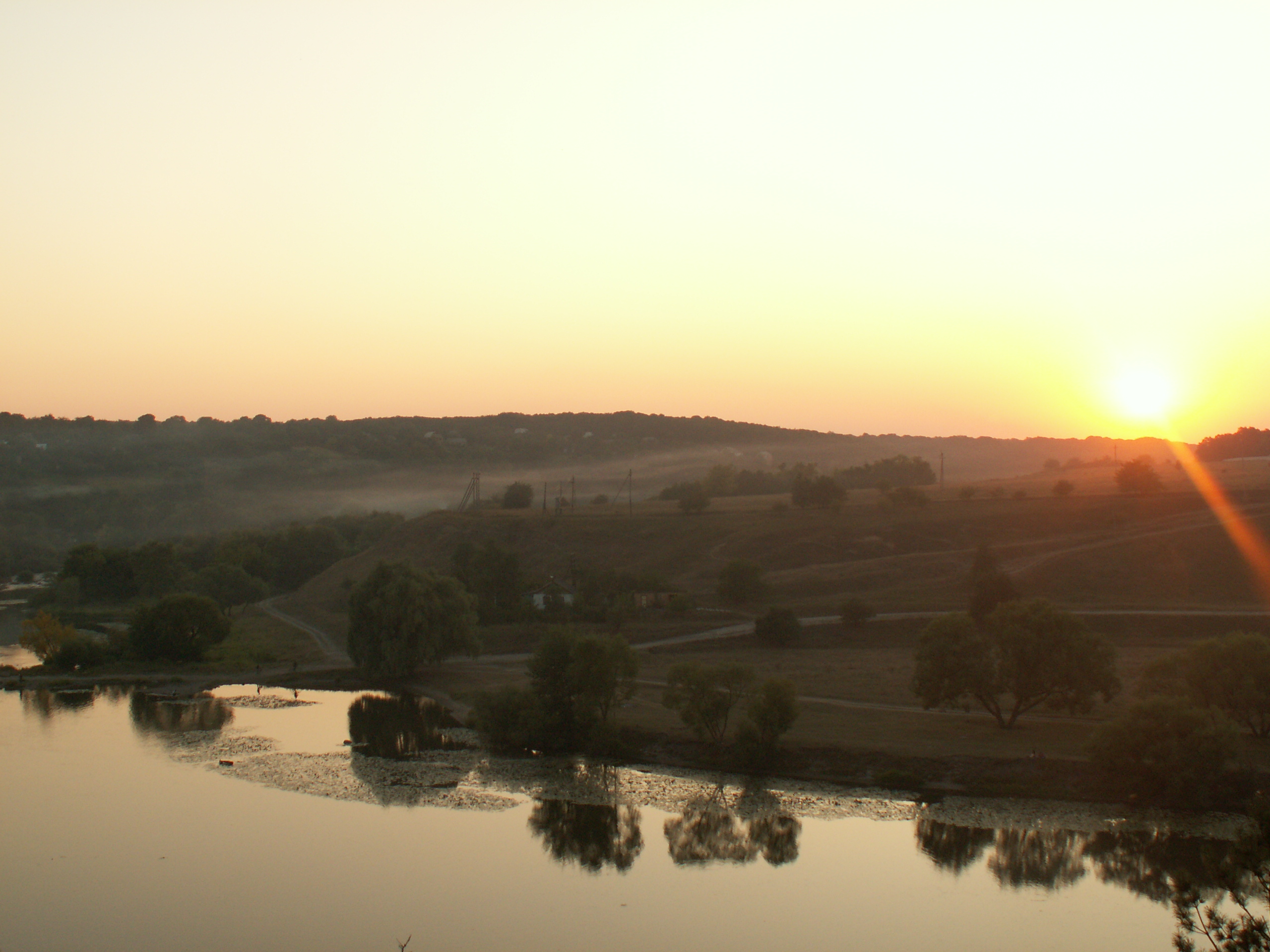
Регіональний ландшафтний парк «Середнє Побужжя» в районі смт Тиврів

Словацький історик XIX ст. Павел Шафарик пов'язував назву населеного пункту з тиверцями, які мігрували на Поділля внаслідок набігів кочівників.
Український історик Михайло Грушевський писав: 
|  | Край над морем між Дністром та Дунаєм зістається тиверцям; вони ж сиділи по Дністру. Ближче означити їх границь з іншими українськими племенами ми не можемо; тільки очевидно, що коли уличів з тиверцями суздальська редакція садить по Дністру, то тиверцям головно зістається край на правім боці Дністра. Повість (особливо тут важна суздальська редакція) виразно каже, що осади для тиверцям колись доходили до самого моря і Дунаю, та що колонізація їх була тоді сильна („бѣ множество ихъ“). На північнім боці Дунаю тиверці в своїм розселенні могли стрічатись з останками „словен“, що ще не перебрались в Мезію. На північнім заході їх колонізація могла переходити в гірські краї Карпатів. На верхнім Дністрі вона мусила стрічатися з розселенням дулібів. Містечко тиврів на Богу (Вінницьк. пов.) — одинока осада, що своїм іменем може вказувати на тиверців, — давало повід розширяти їх територію і над середній Бог та розуміється, одинокого імені осади на се не вистає. |

Подібні думки лунали на археологічному з'їзді, що проходив у Києві в 1874 році. Згодом тиверці увійшли до складу Київської Русі.
В історичних актах перша письмова згадка про поселення Тиврів датується 1505 роком, коли король Олександр Ягеллончик дав підтверджувальну грамоту на поселення Тивров зем'янину Федьку Дашкевичу. Підставою було надання Тиврова та інших поселень «за службу» великим князем литовським Вітовтом діду Федька — Герману Дашкевичу. Окрім Тиврова, Дашкевич у своє володіння отримав села Дзвониху, Кліщів, Соколинці, Шендерів і Тростянець.
Отже на цій підставі можна стверджувати що поселення з назвою Тивров існувало уже в період з 1411- го по 1430 рік. Саме в цей період часу князь Вітовт мав право надавати у власність маєтки на Східному Поділлі. 
Наприкінці XV ст. Тиврів був знищений татарами. Після відбудови був розділений на кілька власницьких часток, найбільші з яких належали родинам Клещовських, Красносельских, Ярошинських, Кревських..
В к. XVI ст. належав Ярошинським, біля 1590 р. містечко було внесено як посаг за Маріанною Ярошинською, яка вийшла заміж за Себастьяна Калетинського. У 17-18 ст. належало Калетинським (Калитинським). Міхал Калетинський, хорунжий, побудував домініканський костел і монастир, а 1744 р. йому було надано привілей організовувати ринки по четвергах та ярмарки.
У 1750 році Тиврів пограбували гайдамаки.
Після згасання роду Калетинських містечко знову повернулось у власність Ярошинських, причому Захарія Ярошинський, залишив по собі великі статки. За легендою, він був винен у смерті монаха-домініканця, за що покутував усе життя і побудував у містечку Куна костел капуцинів.
Пізніше належало Кочубеям., Енгельгардту, Гейдену
У 1892 році містечко — центр волості, налічувало 511 господарств, 2835 мешканців, з них 987 юдеїв, 2 церкви, парафіяльний костел, синагогу та юдейський дім молитви, школу, 4 водяних млина, гуральню, цегельню, 17 крамниць, 32 ремісника, аптеку, поштову станцію, паромну переправу через Буг, 26 ярмарок на рік.
Парафія РКЦ налічувала 1808 вірних.
Тиврів згадується як місце де складала іспит на звання вчителя дружина повстанського отамана Якова Гальчевського Войнаровського — Марія Жуматій.

### Післяреволюційна доба
Під час визвольних змагань 1918—1921 років на Тиврівщині діяли численні загони повстанців, що боролись з більшовицькою окупацією краю. Так тут діяв і загін отамана Артема Онищука, уродженця села Соколинці. Цьому відважному провідникові національно-визвольного руху селян Брацлавщини у 1920—1921 рр., курінному Армії УНР, Валерій Марценюк присвятив історичну повість «Трагічна любов отамана Артема» про «українського патріота, підступно обманутого більшовицькою владою та жорстоко зрадженого коханою жінкою» — чекісткою Ельзою Грундман..
У 1921 році, під час Голодомору 1921—1923 р.р. Тиврів був одним з міст, населення якого отримувало допомогу від АРА.

### Незалежна Україна
Провісником здобуття незалежності навесні 1990 року стало прибуття агітаційної групи студентів зі Львова, Дрогобича і Вінниці разом з Олександром Нижником та іншими активістами Народного Руху України. Агітатори побували у Тиврові, де їх зустріли Віктор Горбик, Володимир Зоренко, інші місцеві активісти Народного Руху, та на символічній імовірній могилі козацького полковника Данила Нечая поблизу села Черемошне Тиврівського району, маловідомій на той час за межами Вінниччини. Активіст Студентського Братства Львова Олег Зоренко висловив ідею відвідання агітаторами цього історичного місця, яку було із захопленням підтримано. Там виступив студент Львівського університету імені Івана Франка Андрій Войтюк, родом з Білянів на Могилів-Подільщині, надалі — військовик Збройних Сил України, учасник антитерористичної операції на сході України та війни з російськими агресорами. Він зажадав від влади "збудувати дорогу до Нечая — із мармуру!"(на той час дорога була ґрунтовою та ще довго залишалась такою). Потім агітатори вирушили на батьківщину великого українського поета Василя Стуса село Рахнівку на Гайсинщині, де місцевий голова колгоспу Лантух намагався перешкодити агітаційній роботі.
Надалі Тиврів відвідало ще декілька агітаційно-патріотичних груп із Західної України, які виступали з концертами у Тиврові.
У 1990-1991 роках в Тиврові відбулось декілька масових народних мітингів,учасники який зажадали відновлення державності України та відставки тодішнього голови районної ради ставленика компартії Едуарда Василевського. Активісти Народного Руху України на один з мітингів привезли брудну тачку, на яку збиралися посадити Василевського та вивезти геть із Тиврова.
Після проголошення державності України 24 серпня 1991 року було заборонено діяльність компартії, а  приміщення її райкому у Тиврові передане під відділ освіти.
За ініціативи селищного голови Василя Джули в 1993 році на кладовищі були впорядковані братські могили воїнів Української Галицької Армії, які віддали життя за державність України у 1919 році та жертв Голодомору 1932-1933 років,встановлено надмогильні плити і хрести.
В листопаді-грудні 2004 року в Тиврові відбулися події Помаранчевої Революції.Пройшли масові народні демонстрації та мітинги в центрі селища. Їх учасники зажадали в тодішнього голови райдержадміністрації Петра Кучерука та владних органів чесного та справедливого підрахунку голосів на виборах Президента України.Був утворений районний осередок Комітету національного порятунку. До нього увійшли Віктор Горбик,Степан Шимко та інші активісти патріотичних сил. Голова районної ради Василь Гензьора та селищний голова Тиврова Валерій Киришов підтримали революціонерів.
Президент України Віктор Ющенко призначив головою Тиврівської райдержадміністрації підприємця Валерія Томчука.Пізніше він був обраний і головою районної ради.
Було споруджено дорогу з насипним твердим покриттям до символічної імовірної могили козацького полковника Данила Нечая поблизу села Черемошне за кошти обласного бюджету.
У 2007 році споруджено пам'ятник жертвам голодоморів,в 2009 році біля нього відкрито пам'ятну плиту,виготовлену за ініціативи та з власних коштів краєзнавця,голови районного осередку Конгресу Українських Націоналістів Павла Мазуренка.
За кошти Павла Мазуренка в 2009 році споруджено і пам'ятник репресованим радянськими органами у 1920 році вчителям і активістам Просвіти.
У 2009 році був відкритий також пам'ятник воїнам-землякам,загиблим в Афганістані.
За часів Віктора Януковича на посаду голови райдержадміністрації  був призначений підприємець Віктор Муляр.Головою районної ради був обраний Віктор Вихристюк, який до того займав посаду заступника голови райдержадміністрації.
На посаду Тиврівського селищного голови в грудні 2013 року був обраний підприємець Сергій Кицишин.
В січні-лютому 2014 року в Тиврові відбулись ряд подій Революції Гідності.Депутати-патріоти районної ради під проводом Василя Мідяного блокували виїзд на антимайдан,інспірований прихильником партії регіонів начальником відділу освіти райдержадміністрації Олександром Помацьким. Після трагедії на Майдані депутати-патріоти добилися відставки Олександра Помацького та голови районної ради Віктора Вихристюка.Залишив свою посаду також заступник голови райдержадміністрації Василь Габчак.
На центральній площі Тиврова був демонтований пам'ятник Леніну, що стояв там з 1985 року і постійно обливався патріотами червоною фарбою, робилися написи "Кат України" та подібні. На постаменті цього пам'ятника було встановлено Державний Прапор України.
Головою районної ради був обраний депутат від партії "Батьківщина" підприємець Михайло Бузін. Головою райдержадміністрації був призначений активіст цієї ж партії підприємець Володимир Білоіван.
В 2015 році споруджено символічний пам'ятний знак на честь полеглих під час Революції Гідності.
В 2015 році головою районної ради був обраний учитель історії Тиврівського ліцею Ярослав Красовський. Селищним головою знову став Сергій Кицишин. Головами райдержадміністрації призначалися підприємці Леонід Мачай, Володимир Бойко, першим заступником голови райдержадміністрації - активіст Революції Гідності, учасник подій на Майдані Олександр Заворітний.
1 вересня 2018 року в Тиврові було урочисто освячено Меморіал на честь мучеників за віру ХХ століття в Україні
Відтоді тут у першу суботу вересня відзначається Всеукраїнський день пам'яті мучеників за віру ХХ століття, встановлений рішенням Конференції єпископів РКЦ України. На день пам'яті збираються паломники з усіх куточків України.
Станом на 2023 рік населення смт становило 4 294 ос.(у минулому — 4666 ос. на 2001 р. та 5000 на 1970 р.). Харчова промисловість. Завод пластмасових виробів переданий римо-католицькій громаді, відновлений як Костел. Діє підприємство «Кобза-енергія» -  металовироби. Функціонує ринок.
До 17 липня 2020 року селище було центром Тиврівського району. Після його ліквідації Тиврів увійшов до складу Вінницького району.

## Архітектурна та краєзнавча спадщина

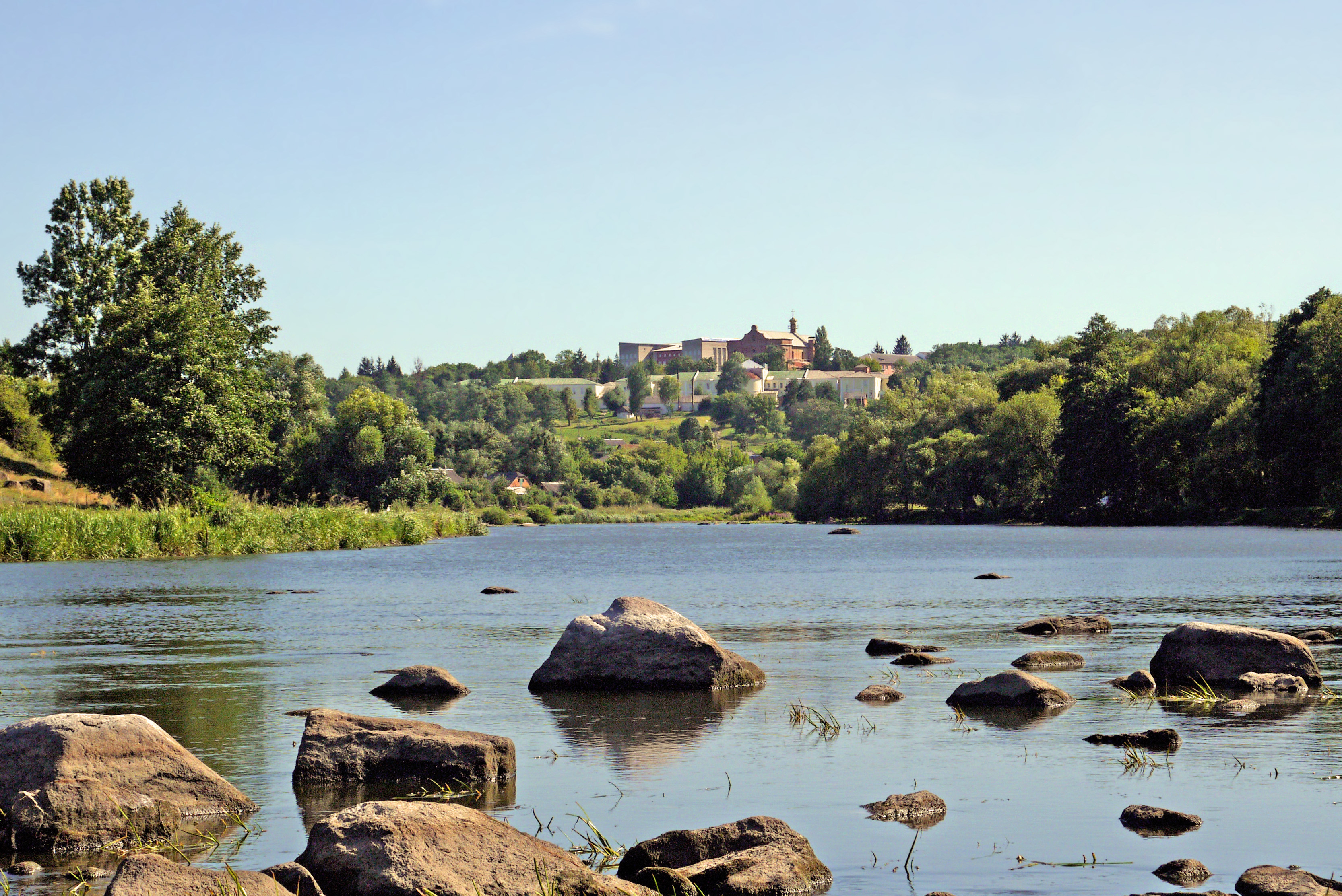
Пороги на Південному Бузі. На задньому плані Палац Ярошинських і Костел Архангела Михаїла

Тиврів має архітектурну спадщину та місця пам'яті.Домініканський костел та кляштор архангела св. Михаїла (1760 р.).
За іншими даними мурований костел на честь архангела Михаїла був збудований у 1752 році при Яні Калітинському, хорунжему брацлавському на місці давнього, храму, взнесеного ще у 1569 році. До 1833 року крім костелу  існував монастир домініканців.
Храм і кляштор послідовно відбудовуються місіонерами облатами. 01 вересня 2018 року  в парафіяльному храмі Св. Архангела Михаїла відкрито єдиний у Східній Європі  Меморіал мучеників за віру ХХ століття. До 1990-х рр. в цьму комплексі діяла фабрика пластмас. Будівля колишнього костелу та кляштору почала перетворюватися на руїну. Ініціативна група місцевих католиків розпочала старання про повернення храму громади. Це було дуже важким завданням враховуючи, що в частині кляштору мешкали люди, а стан решти об’єкту вимагав великих вкладень. Втім, на початку 1990-х рр. костел було передано громаді, яку взяли під свою опіку місіонери облати. При розчистці крипти костелу було знайдено кістки захоронених тут людей, які імовірно є жертвами репресій. Після цієї знахідки виникла ідея створити в головному нефі костелу музей пам’яті мучеників за віру. Було замінено дах головного нефу костелу та розібрано дубову перегородку, яку було зведено під час перебудови костелу під фабрику. Внаслідок цього сучасний центральний неф поділений на два поверхи (ще одну перегородку демонтувати було важко з технічних причин). Таким чином, в верхньому об’ємі залишилися фрагменти стін, олтаря, склепінь та фресок вихідного костелу. Зокрема, збереглося зображення Архангела Михаїла. На реставрацію усього цього поки немає коштів. Наразі храм діє в лівому нефі костелу. Парафія не велика – біля 30 людей;
1. Вознесенська церква (відбудована);
2. Палац Ярошинських та рештки парку, закладеного Маріанною Ярошинською. У колишньому палаці Ярошинських діє ліцей-інтернат поглибленої підготовки у галузях наук. Парк зараз майже повністю запущений, проте, краса, котра була тут раніше, досі залишилася;
3. Брама та фрагмент огорожі палацу Ярошинських;
4. Фрагмент стіни палацу Калитинських-Ярошинських (інколи інтерпретують як релікт стіни тиврівського замку);
5. Водяний млин (електростанція) на Богу;
6. Старовинні торгівельні будинки;
7. Водонапірна вежа поч. ХХ ст.;
8. Меморіал Слави;
9. Пам’ятник репресованим радянським терористичним апаратом[4].
10. Братські могили воїнів Української Галицької Армії,які віддали життя за державність України у 1919 році та жертв Голодомору 1932-1933 років,встановлено надмогильні плити і хрести,
11. Пам'ятник жертвам голодоморів,
12. Пам'ятник воїнам-землякам,загиблим в Афганістані,
13. Символічний пам'ятний знак на честь полеглих під час Революції Гідності.

Колись у Тиврові була своя броварня, у ХХІ ст. від неї залишилась тільки пам'ять.
Неподалік від селища знаходиться ботанічна пам'ятка природи місцевого значення Буковий гай.

## Відомі люди

### Відомі уродженці та мешканці
- Бурєнніков Юрій Анатолійович (нар. 16 січня 1949) - український науковець, кандидат технічних наук (1984), професор (1999), відмінник освіти України (2007), заслужений працівник освіти України (2009), дійсний член Транспортної Академії України (2013)
- Горбатюк Володимир Дмитрович (нар. 19 лютого 1982 року) — генерал-майор ЗСУ, заступник начальника Генерального штабу Збройних Сил України
- Горбик Віктор Іванович — журналіст, письменник, засновник першої в області опозиційної газети "Кобза" й однойменного видавництва, ветеран НРУ, засновник районної організації, підприємець. Балотувався до Верховної Ради України від НРУ, начальник штабу Віктора Ющенка на виборах 2004 р., голова Комітету національного порятунку, голова громадської організації "За чесну і прозору владу", районної організації Спілки підприємців України до 2006 р., нагороджений медаллю «За розвиток підприємництва» та знаком "Кращий роботодавець".
- Дорош Володимир Васильович — український різьбяр по дереву, скульптор.
- Зоренко Володимир Іларіонович(1934-2016) - учитель,ветеран праці,учасник боротьби за державність України в лавах Народного Руху України в 1989-1991 роках.
- Зоренко Юрій Володимирович(нар. 30 червня 1958 року) - український та польський учений-фізик,доктор фізико-математичних наук,професор Львівського імені Івана Франка (Україна) та Бидгощського імені Казімежа Великого (Польща) університетів.
- Ліпська Алла Володимирівна — український краєзнавець, музейник, етнограф.
- Мазур Руслан Олександрович — офіцер Державної прикордонної служби України, учасник російсько-української війни, підполковник.
- Корольонок Олег Михайлович — офіцер Державної прикордонної служби України, учасник російсько-української війни, підполковник.
- Маловський Мар'ян Мартинович — український художник, графік.
- Марценюк Пантелій Іванович — автор історико-біографічної повісті «Над Бугом-рікою», видавець газети "Радіо інформ".
- Очеретний Володимир Феодосійович (1938—2005) — заслужений журналіст України, найкращий фотокореспондент України.
- Ратушна Лариса Степанівна (1921—1944) — у роки Другої світової війни учасниця Вінницького підпілля, Герой Радянського Союзу.
- Футорянський Савелій — український композитор і музичний критик.
- Ящук  Валерій Миколайович (01.01.1948 - 23.12.2023) — доктор фізико-математичних наук, професор, завідувач кафедри експериментальної фізики Київського університету імені Т.Г. Шевченка.

### Перебували
- князь Святослав Святополк-Четвертинський — в 1739 році тут одружився з Анною Островською.[11]
- У 70-х р.р. ХІХ ст. у Тиврові деякий час перебував на засланні Великий князь Микола Костянтинович Романов, племінник царя Олександра ІІ, онук Миколи І.[12]
- Леонтович Микола Дмитрович — видатний композитор, викладав в Тиврівському духовному училищі.
- Стеценко Кирило Григорович — видатний композитор, викладав в Тиврівському духовному училищі.
- Шандровський Гліб Данилович — український співак (бас-профундо), учень Кирила Стеценка, навчався в Тиврівському духовному училищі.

### Померли
- Андрійчук Кесар Омелянович- український поет. Псевдоніми: К. Бубела, Видючий. Жертва Сталінських репресій.
- Захарія Ярошинський — посол сейму, староста дмитрівський, мечник та підстолій вінницький.[13]